# Wiktorija Wladimirowna Kamenskaja
Wiktorija Wladimirowna Kamenskaja (russisch Виктория Владимировна Каменская; * 26. November 1991 in Moskau) ist eine ehemalige russische Tennisspielerin.

## Karriere
Kamenskaja begann mit sechs Jahren das Tennisspielen und bevorzugt als Spielbelag den Hartplatz. Während ihrer Karriere gewann sie auf der ITF Women’s World Tennis Tour acht Titel im Einzel und drei im Doppel.

## Turniersiege

### Einzel
| Nr. | Datum              | Turnier  | Kategorie   | Belag | Finalgegnerin    | Ergebnis       |
| --- | ------------------ | -------- | ----------- | ----- | ---------------- | -------------- |
| 1.  | 7. Februar 2010    | Mallorca | ITF $10.000 | Sand  | Garbiñe Muguruza | 7:64, 3:6, 6:2 |
| 2.  | 3. Oktober 2010    | Antalya  | ITF $10.000 | Sand  | Zuzana Zálabská  | 6:3, 6:0       |
| 3.  | 10. Oktober 2010   | Antalya  | ITF $10.000 | Sand  | Karin Morgošová  | 6:4, 6:0       |
| 4.  | 9. August 2015     | Moskau   | ITF $25.000 | Sand  | Başak Eraydın    | 6:2, 6:2       |
| 5.  | 16. August 2015    | Kasan    | ITF $10.000 | Sand  | Aljona Tarassowa | 6:1, 6:3       |
| 6.  | 14. August 2016    | Moskau   | ITF $10.000 | Sand  | Aljona Tarassowa | 6:3, 6:2       |
| 7.  | 4. September 2016  | Almaty   | ITF $25.000 | Sand  | Anna Blinkowa    | 1:6, 6:3, 6:2  |
| 8.  | 11. September 2016 | Sofia    | ITF $25.000 | Sand  | Wiktorija Tomowa | 6:4, 6:75, 6:0 |

### Doppel
| Nr. | Datum           | Turnier  | Kategorie   | Belag | Partnerin        | Finalgegnerinnen                 | Ergebnis           |
| --- | --------------- | -------- | ----------- | ----- | ---------------- | -------------------------------- | ------------------ |
| 1.  | 6. Februar 2010 | Mallorca | ITF $10.000 | Sand  | Darja Kutschmina | Fatima El Allami Nadia Lalami    | 7:5, 6:4           |
| 2.  | 2. Oktober 2010 | Antalya  | ITF $10.000 | Sand  | Xenija Kirillowa | Giulia Gasparri Verdiana Verardi | 6:710, 6:3, [10:3] |
| 3.  | 9. Oktober 2010 | Antalya  | ITF $10.000 | Sand  | Hanna Orlik      | Chantal Škamlová Monika Tůmová   | 7:66, 6:4          |